# Spectra (associação matemática)
Spectra é uma associação profissional de matemáticos LGBT. Ela surgiu da necessidade de reconhecimento e comunidade para matemáticos de minorias de gênero e sexualidade.

## História
A Spectra tem suas raízes em encontros organizados nas Joint Mathematics Meetings (JMM) e em uma lista de e-mails organizada por Ron Buckmire. Surgiu em resposta ao fato de o JMM ter sido agendado para ocorrer em Denver em 1995, quando os eleitores do estado do Colorado aprovaram a Emenda 2 do Colorado de 1992, que era "anti-LGBT". O nome da associação foi criado por Robert Bryant e Mike Hill, fazendo referência tanto ao conceito matemático de espectro quanto à bandeira do arco-íris. Sua primeira atividade oficial foi um painel na JMM de 2015, intitulado "Out in Mathematics: LGBTQ Mathematicians in the Workplace."

## Listas de aliados e de saída
A Spectra mantém uma lista de matemáticos que se identificam publicamente como membros da comunidade LGBT, bem como uma lista de aliados dessa comunidade. O objetivo da lista é oferecer suporte para matemáticos em diferentes estágios de suas próprias jornadas LGBT e também servir como recurso para aqueles que desejam saber mais sobre o ambiente em várias universidades. Cada matemático na lista possui um perfil com informações como nome, cargo, localização, pronomes e preferências de contato. As palavras de identidade ou pronomes listados foram fornecidos pela própria pessoa ao preencher um formulário online para ser incluída na lista.

## Ativismo e Engajamento
Dado que as origens da Spectra estão enraizadas no ativismo, faz sentido que a organização continue a defender os matemáticos LGBT. Por exemplo, a associação está colaborando com editoras acadêmicas em relação aos matemáticos transgêneros e à correção de seus nomes em obras publicadas.
A Spectra continua a trabalhar para aumentar a visibilidade de matemáticos LGBT por meio de conferências, workshops, discussões em painéis e palestras designadas.

## Quadro
A diretoria da Spectra inclui vários matemáticos proeminentes, como Robert Bryant, Buckmire, Moon Duchin, Hill, Doug Lind e Emily Riehl.